# 11-es busz (Nyíregyháza)
A nyíregyházi 11-es buszvonal Örökösföld és az Egyház utca között közlekedik. Megállóinak száma mindkét irányba 9 db. A vonalat a Volánbusz üzemelteti.

## Útvonala
| Egyház utca felé | Örökösföld felé |
| --- | --- |
| Örökösföld – Törzs utca – Semmelweis utca – Család utca – Szegfű utca (Interspar) – Bujtos utca – Megyei Bíróság – Zrínyi Ilona utca – Egyház utca | Egyház utca – Vay Ádám körút – Kodály Zoltán Általános Iskola – Szegfű utca (Interspar) – Szegfű utca (Plaza) – Család utca – Óvoda – Törzs utca – Örökösföld |